# Jórlivka
Jórlivka (en ucraniano: Горлівка, romanizado: Hórlivka; en ruso: Горловка, romanizado: Górlovka) es una ciudad ucraniana perteneciente al óblast de Donetsk. Situada en el este del país, es centro del raión de Jórlivka y centro del municipio (hromada) homónimo.
La ciudad se encuentra ocupada por Rusia desde la guerra del Dombás, siendo administrada como parte de la de facto República Popular de Donetsk y luego siendo integrada en Rusia como parte de la República Popular de Donetsk rusa.

## Geografía
Jórlivka se encuentra a orillas del río Lujan, 47 km al norte de Donetsk. El canal Siverski Donets-Dombás corre bajo tierra en dirección norte-sur a través de la ciudad.

## Historia

### Origen
En 1779, la ciudad fue fundada como el pósad de Gosudarev. A comienzos del siglo XIX se descubrieron los yacimientos de carbón y aparecieron pequeñas minas. El asentamiento fue fundado por Piotr Górlov en 1867, cuando apenas consistía en una serie de campamentos mineros. La ciudad de trabajadores proporcionó servicios básicos y organizó una serie de campamentos mineros. 

### SigloXX
Durante la revolución rusa de 1905, Jórlivka fue escenario de un levantamiento armado.
En abril de 1918, tras el comienzo de la guerra civil rusa, las tropas leales a la República Popular de Ucrania tomaron el control de Jórlivka. Posteriormente, bajo control soviético, en la década de 1930 se había expandido considerablemente y se había convertido en un importante centro de operaciones mineras en la República Socialista Soviética de Ucrania.
La ciudad estuvo ocupada por tropas alemanas de 1941 a 1943. En la ciudad había dos campos de prisioneros de guerra, 242 (en el extremo norte de la ciudad) y 472 para prisioneros de guerra alemanes de la Segunda Guerra Mundial. Los enfermos graves fueron atendidos en los hospitales de prisioneros de guerra 1242 y 6027. Durante la Segunda Guerra Mundial, los nazis en retirada quemaron edificios y perpetraron tiroteos masivos. No obstante, la población de la ciudad había aumentado a más de 400.000 al final de la guerra. Después de la liberación de Jórlivka en 1943 las minas fueron restauradas. 
En los últimos años, después de la independencia de Ucrania en 1991, muchas minas cerraron y la población de la ciudad se redujo en más del diez por ciento durante la década de 1990. Un factor importante fue la difícil situación medioambiental, que provocó una alta mortalidad. En general, la tasa de mortalidad superó la tasa de natalidad en 1,2 veces y Jórlivka se convirtió en uno de los líderes de Ucrania en términos de número de casos de cáncer.

### SigloXXI
Durante los movimientos de protesta en el este de Ucrania el 1 de marzo de 2014, una manifestación prorrusa reunió a cinco mil personas en la ciudad. A mediados de abril de 2014, y poco después del comienzo de la guerra del Dombás, los separatistas prorrusos capturaron varias ciudades en el óblast de Donetsk. Un grupo de separatistas tomó la comisaría de policía de Jórlivka el 14 de abril y el ayuntamiento fue tomado el 30 de abril. El alcalde de la ciudad, Yevhen Klep, fue detenido por los separatistas el 11 de junio y liberado el 18 de julio. El jefe de policía local, Andri Krischenko, fue capturado y golpeado por los insurgentes. Un diputado del ayuntamiento de Jórlivka, Volodímir Rybak, fue secuestrado por militantes prorrusos el 17 de abril, y su cuerpo fue encontrado más tarde en un río el 22 de abril. El edificio de la administración de la ciudad fue tomado el 30 de abril, solidificando el control separatista sobre Jórlivka. El nuevo alcalde de Jórlivka, Volodímir Kolosniuk, fue a su vez detenido el 2 de julio por el SBU ucraniano acusado de participación en "actividades terroristas".
Los días 21 y 22 de julio de 2014, la ciudad fue testigo de intensos combates. El ejército ucraniano tomó partes de Jórlivka el 21 de julio. Después de que el ejército ucraniano tomara Lisichansk el 25 de julio de 2014, la reconquista de Jórlivka se convirtió en una prioridad, ya que la ciudad era vista como un camino directo a Donetsk. Sin embargo, las milicias separatistas resistieron y en junio de 2015 el frente se encontraba aún a diez kilómetros de la ciudad. En noviembre de 2017, el ejército fiel a Kiev recuperó el control de las localidades de Travneve y Jladosove, al norte de Jórlivka. Según informó la administración de la ciudad, desde el comienzo del conflicto hasta finales de enero de 2015, 274 civiles locales resultaron heridos y 92 muertos, incluidos nueve niños. Debido al conflicto, la población de la ciudad se redujo a 180.000 habitantes. 
A finales de marzo de 2019, según informes de los medios de comunicación ucranianos, el especialista en remoción de minas del ejército ucraniano, Andriy Shor, que participó en las batallas por el aeropuerto de Donetsk y en la batalla de Piski, anunció en Facebook que el ejército ucraniano había tomado recientemente el control de la ciudad de Jórlivka, pero Unian informó que las fuerzas ucranianas solo habían asegurado las afueras de la ciudad. En mayo, los separatistas intentaron hacer retroceder a las fuerzas ucranianas, pero fracasaron.En junio de 2020, el exjefe de propaganda de la RPD en Jórlivka se entregó al SBU. En julio de 2020, como parte de la reforma de las divisiones administrativas en Ucrania, Jórlivka fue designada por Kiev centro administrativo del raión de Jórlivka. Este nuevo estatus no es reconocido por las autoridades prorrusas.
El 15 de septiembre de 2022, tras la invasión rusa de Ucrania, la Dirección de Inteligencia del Ministerio de Defensa de Ucrania informó que las fuerzas de ocupación rusas tenían la tarea de reclutar a 6000 residentes locales adicionales. Esto, combinado con campañas de reclutamiento anteriores y la huida de los residentes de la ciudad, dejó a Jórlivka sin una población masculina en edad militar.

## Divisiones administrativas
La ciudad de Jórlivka se divide en los distritos de Kalinin, Nikita y el centro de la ciudad. Además, cada uno de los distritos se divide en una serie de barrios: seis en el distrito de Nikita, trece en el distrito de Kalinin y diez en el distrito del centro de la ciudad.

## Demografía
La evolución de la población de Jórlivka entre 1884 y 2022 fue la siguiente:
| 3529                                                          | 7024 | 11 476 | 23 149 | 109 308 | 292 616 | 335 064 | 336 487 | 338 106 | 292 250 | 279 061 | 257 052 | 247 934 | 257 126 | 239 828 |
| (Fuente: Cities & Towns of Ukraine y UKRAINE: Größere Städte) |      |        |        |         |         |         |         |         |         |         |         |         |         |         |

Según el censo de 2001, el 51,4% de la población son ucranianos, el 44,8% son rusos y el resto de minorías son principalmente bielorrusos (1,3 %). En cuanto al idioma, la lengua materna de la mayoría de los habitantes, el 85,1%, es el ruso; del 13,9% es el ucraniano.

## Economía
En Jórlivka hay importantes yacimientos minerales, como: carbón de coque escaso, dolomita, anhidrita y yeso. La industria de la ciudad incluye más de 50 empresas de diversas formas de propiedad. Las principales industrias son la química, el carbón, la construcción de maquinaria, la alimentación y la transformación. Del número total de personas empleadas, alrededor del 40% trabaja en la industria.

## Infraestructura

### Arquitectura, monumentos y lugares de interés
En Jórlivka hay un museo de historia de la ciudad, además de un museo de arte con la mayor colección de pinturas de Nikolái Roerich en Ucrania y un museo de Libros en Miniatura. También hay 7 parques en la ciudad. En octubre de 2013 se completó la reconstrucción del Palacio de Cultura de Jórlivka.

### Educación
Jórlivka tiene 84 escuelas secundarias (con alrededor de 29.700 estudiantes y 7.000 profesores), 55 guarderías y 29 bibliotecas. En la ciudad estaba el Instituto de Lenguas Extranjeras de Jórlivka (parte de la Universidad Pedagógica Estatal del Dombás) hasta la guerra del Dombás, cuando se evacuó y llevó a Bajmut.

### Transporte
La ciudad cuenta con varias estaciones de tren que conectan las líneas ferroviarias Járkov-Jórlivka, Ocherétine-Zvérevo, Poltava-Rostov del Don y Sumy-Jórlivka. La carretera internacional M 04 discurre al sur de la localidad, existiendo también las carreteras territoriales T-05-13 y T-05-16 en el casco urbano.

## Galería

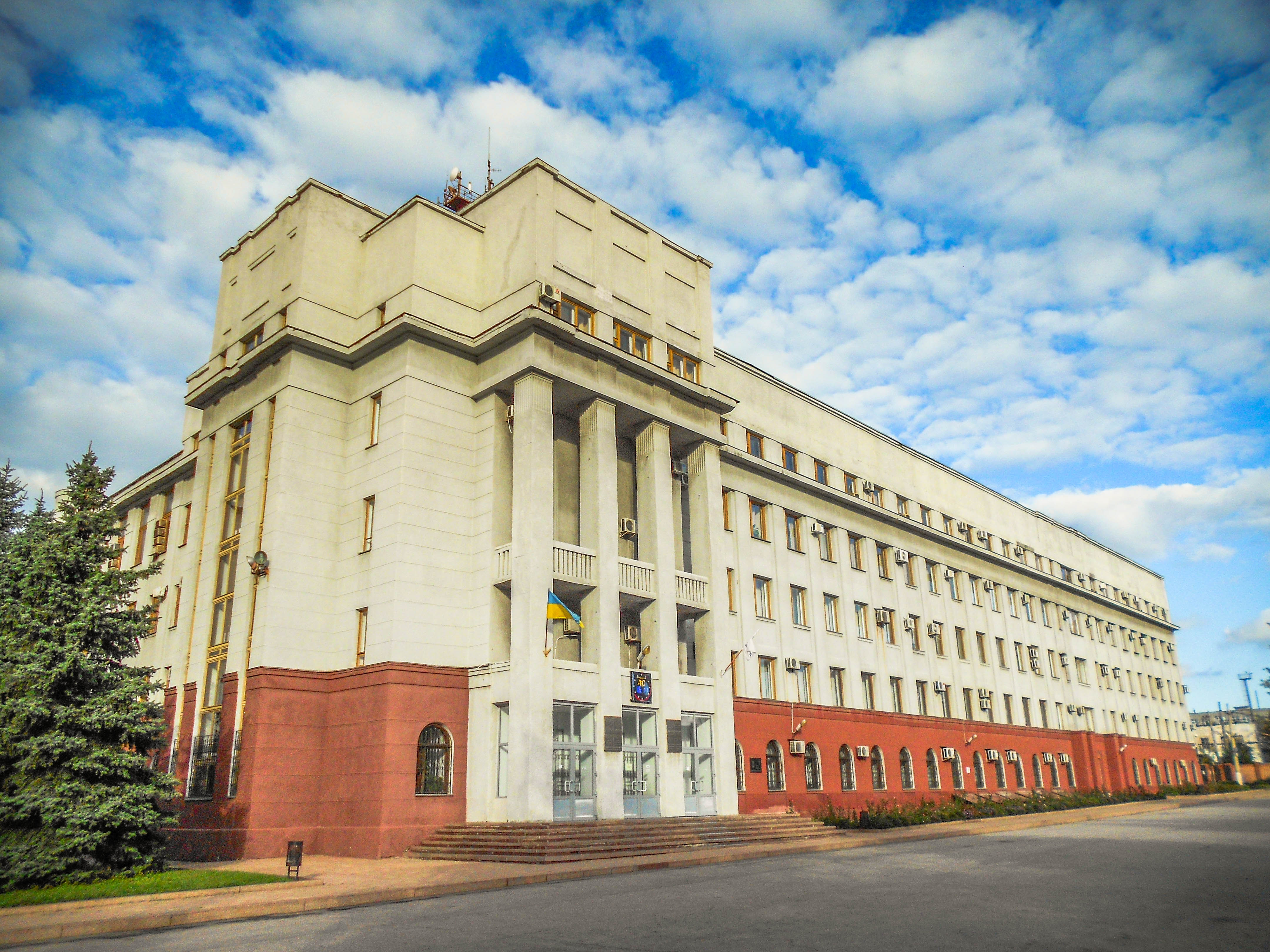
Edificio de Donbasenergo
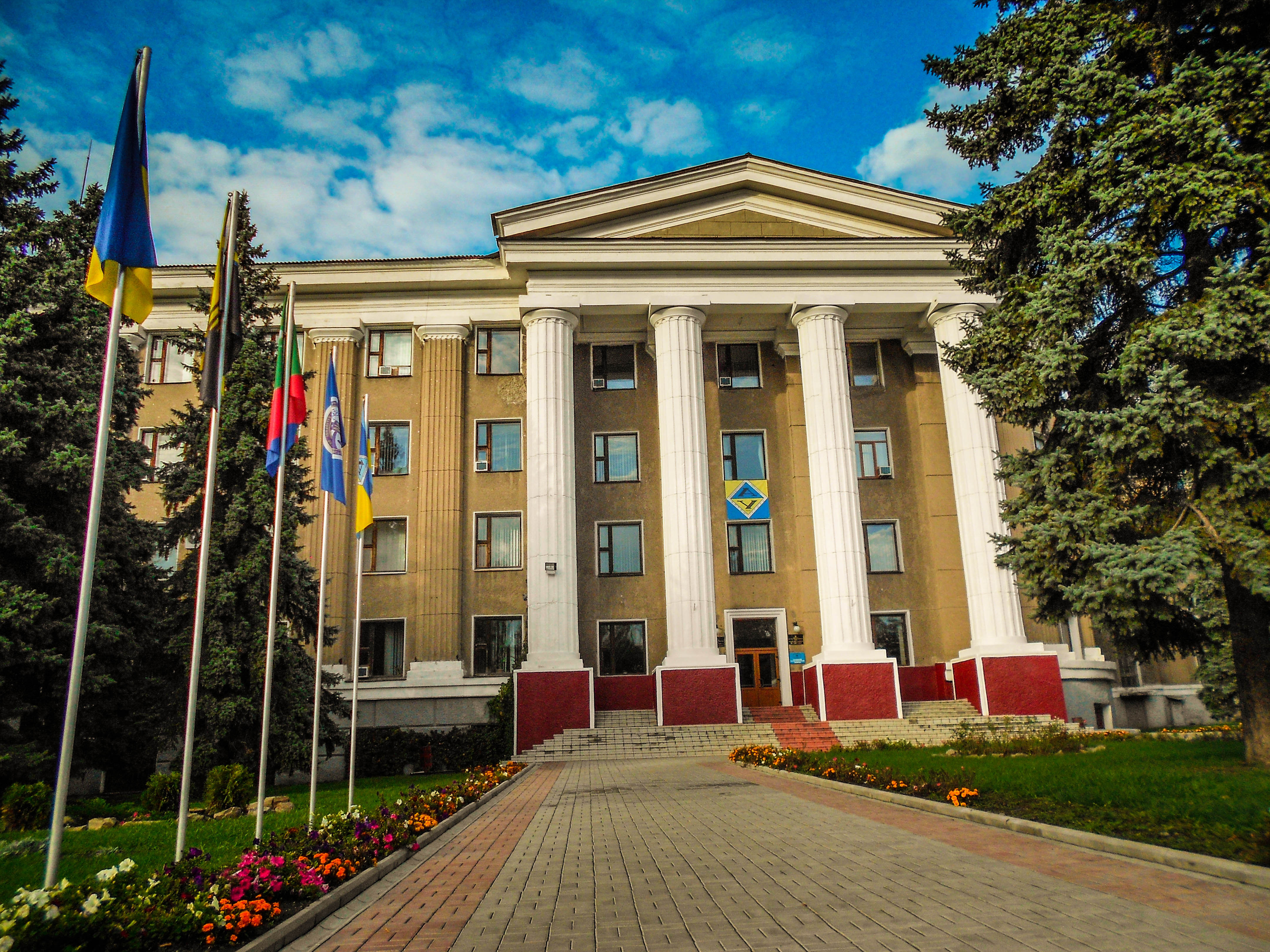
Edificio soviético en Jórlivka
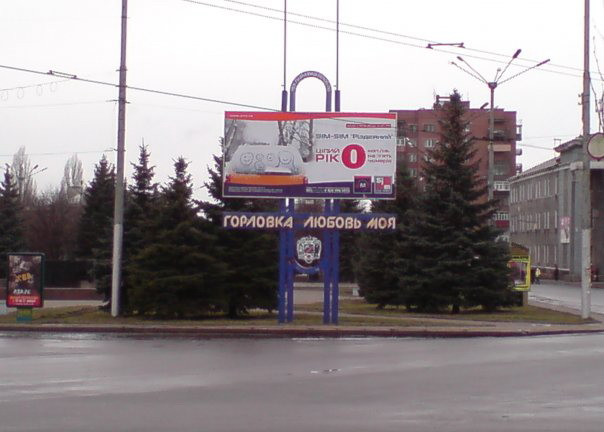
Calles de Jórlivka
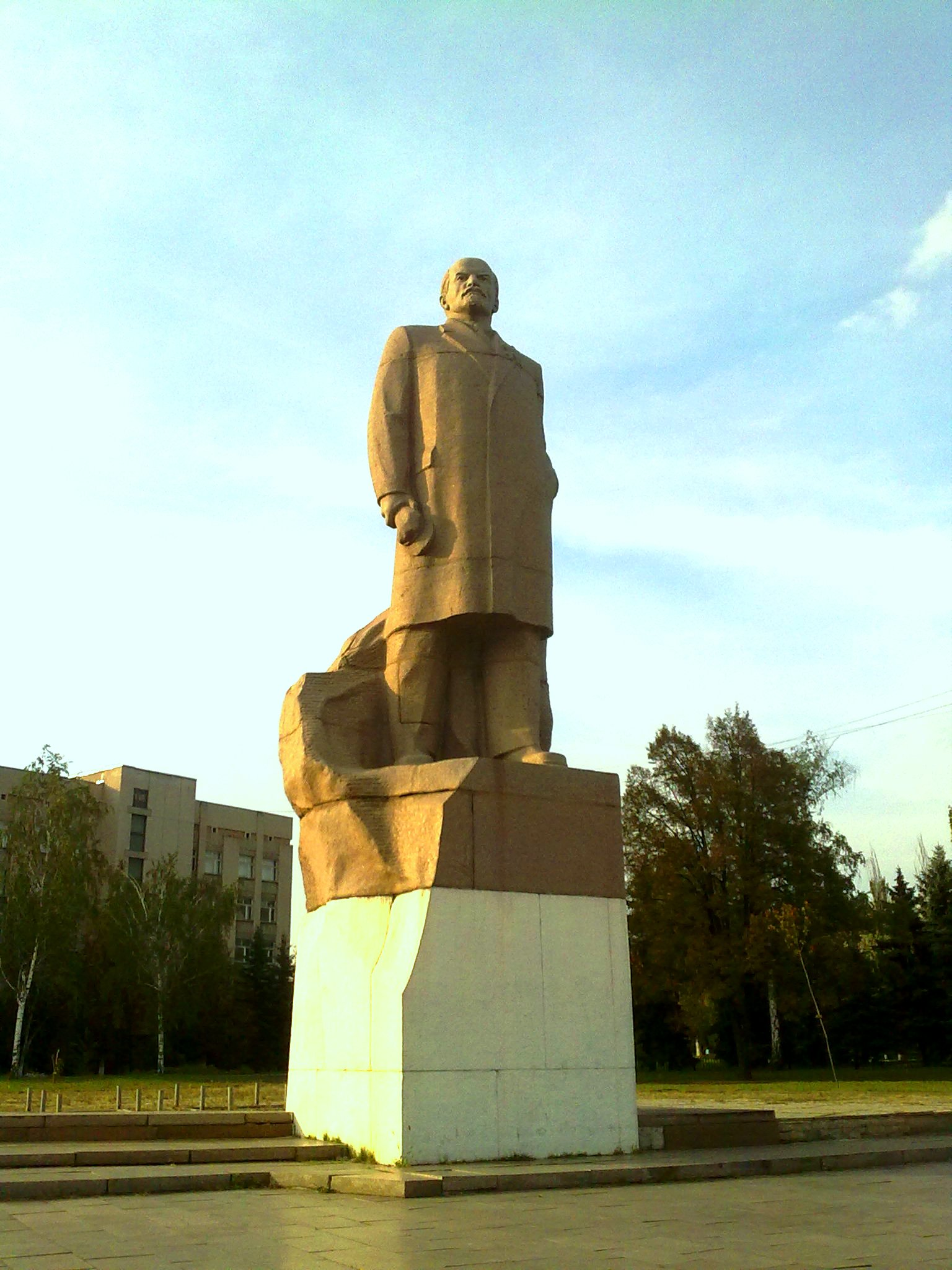
Monumento a Lenin en Jórlivka
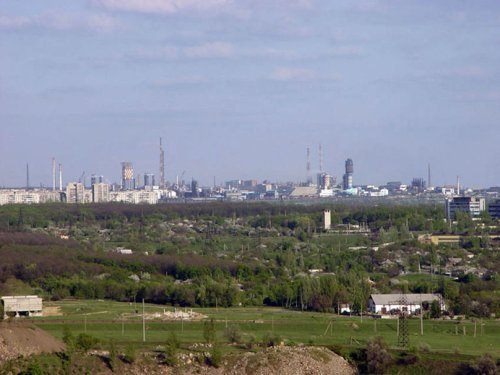
Planta química Stirol
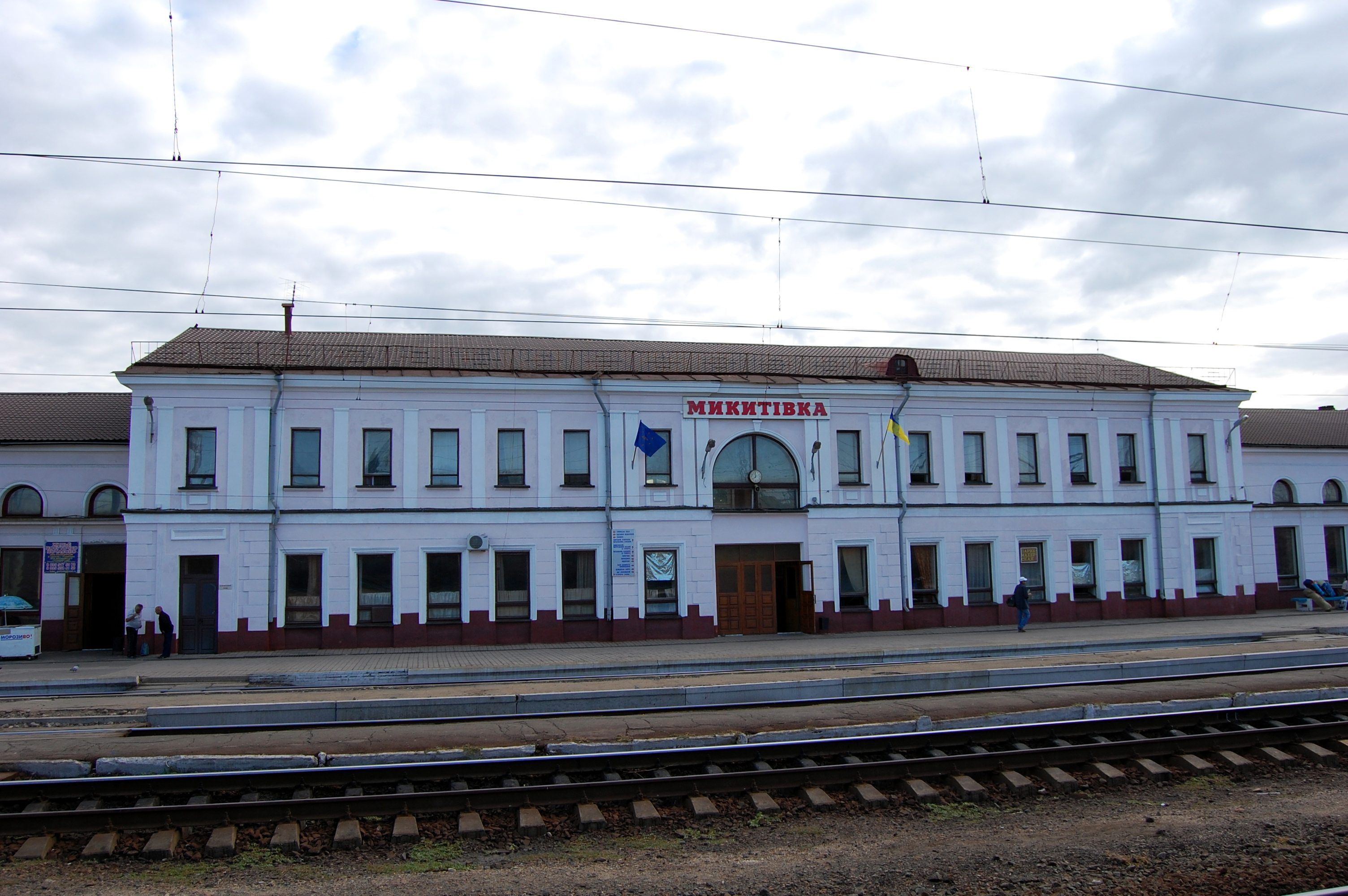
Estación de trenenes de Mikitivka

## Ciudades hermanadas
Jórlivka está hermanada con las siguientes ciudades:
- Búfalo (Nueva York) y Pensacola (Florida), Estados Unidos.
- Barnsley, Reino Unido.
- Nizhnevatorsk (Janti-Mansi) y Prokópievsk (óblast de Kémerovo), Rusia.